# Léon Vimal-Dessaignes
Pour les autres membres de la famille, voir famille Vimal.
Léon Pierre Antoine Vimal-Dessaignes est un homme politique français né le 16 avril 1812 à Ambert (Puy-de-Dôme) et décédé le 23 mars 1886 à Ambert.

## Biographie
Fabricant d'ornements d'église à Ambert, il est représentant du Puy-de-Dôme de 1871 à 1876, siégeant à droite. il est inscrit à la Réunion des réservoirs. 